# Dízelmozdony

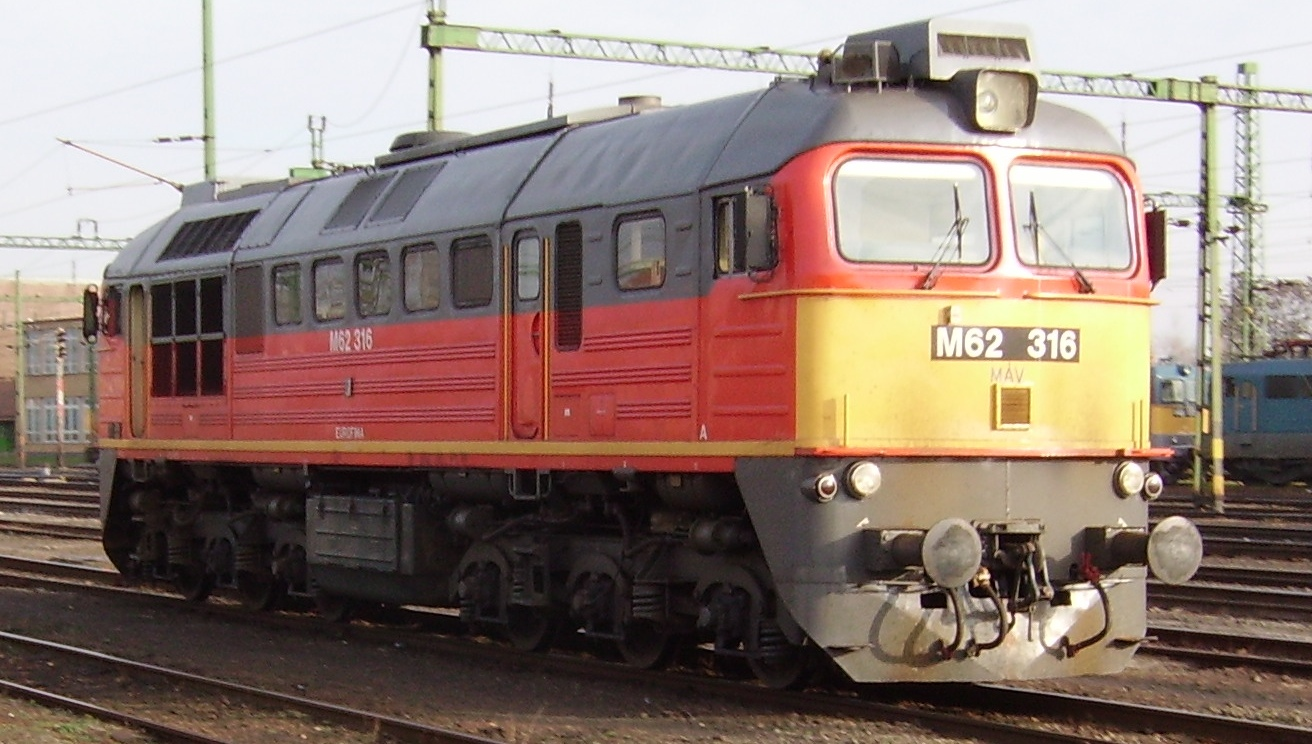
A MÁV M62,3 sorozatú, szovjet gyártmányú dízel-villamos tehervonati mozdonya, becenevén Szergej egy remotorizált (motorcserélt, felújított) változata

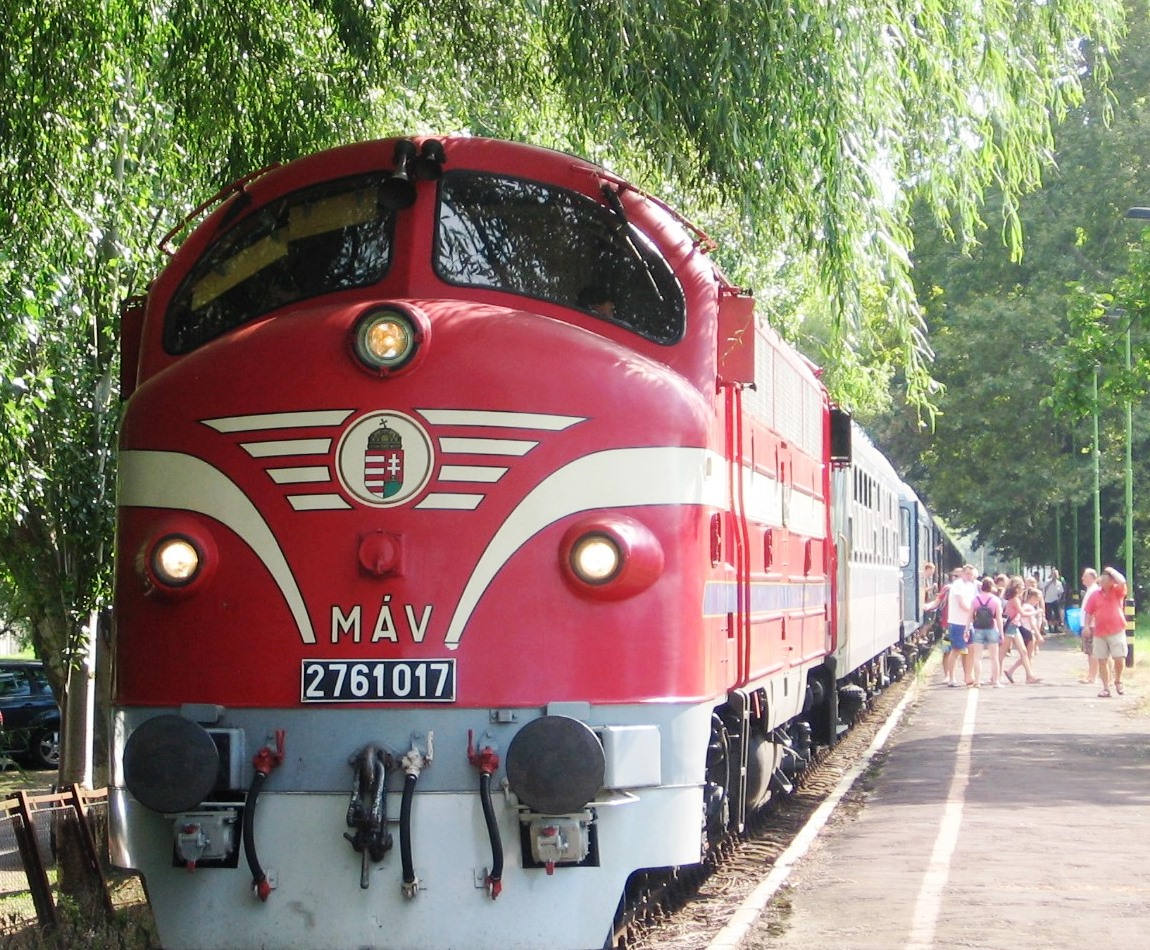
Svéd gyártmányú Nohab dízelmozdony Badacsony állomáson

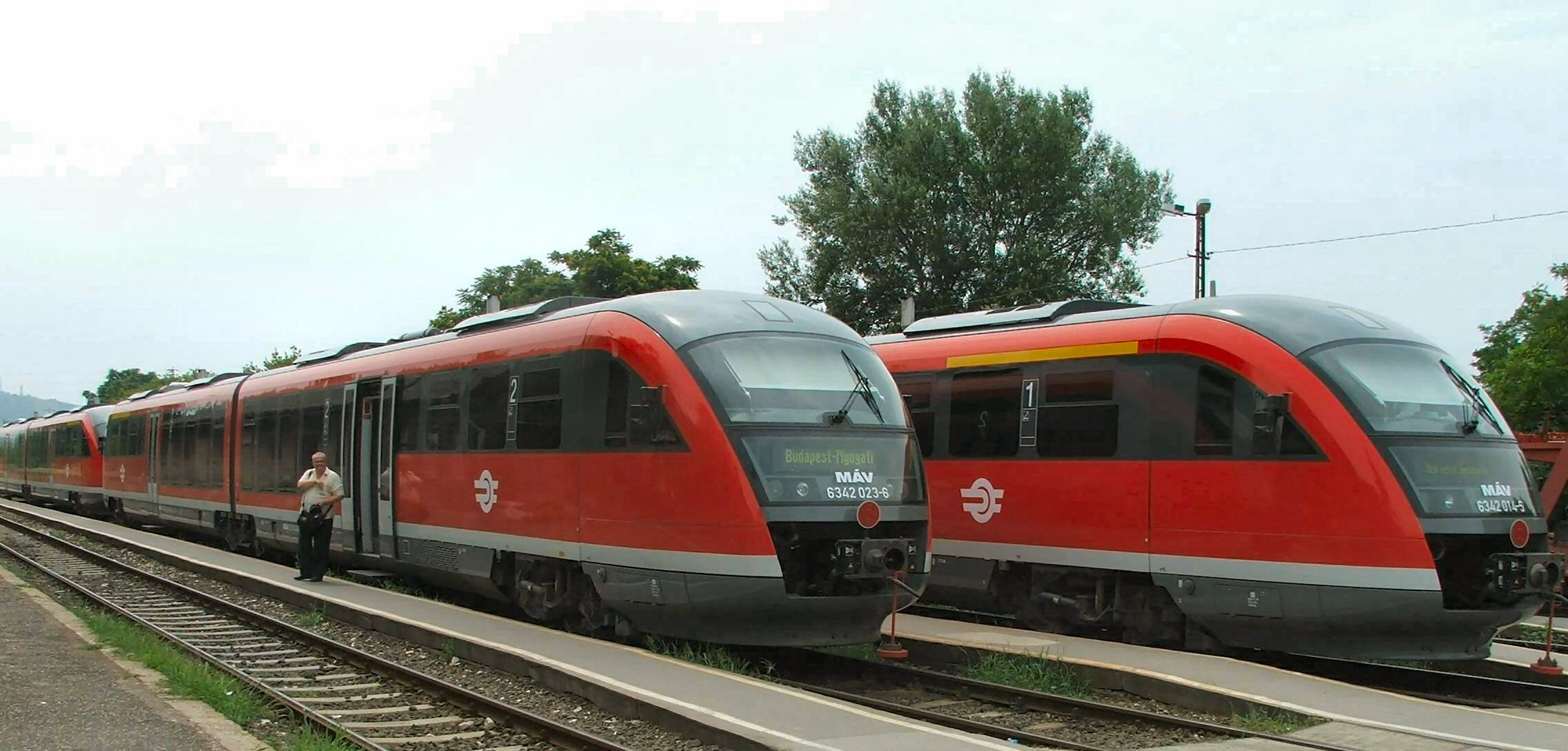
Siemens Desiro típusú dízel-motorvonatok Esztergomban

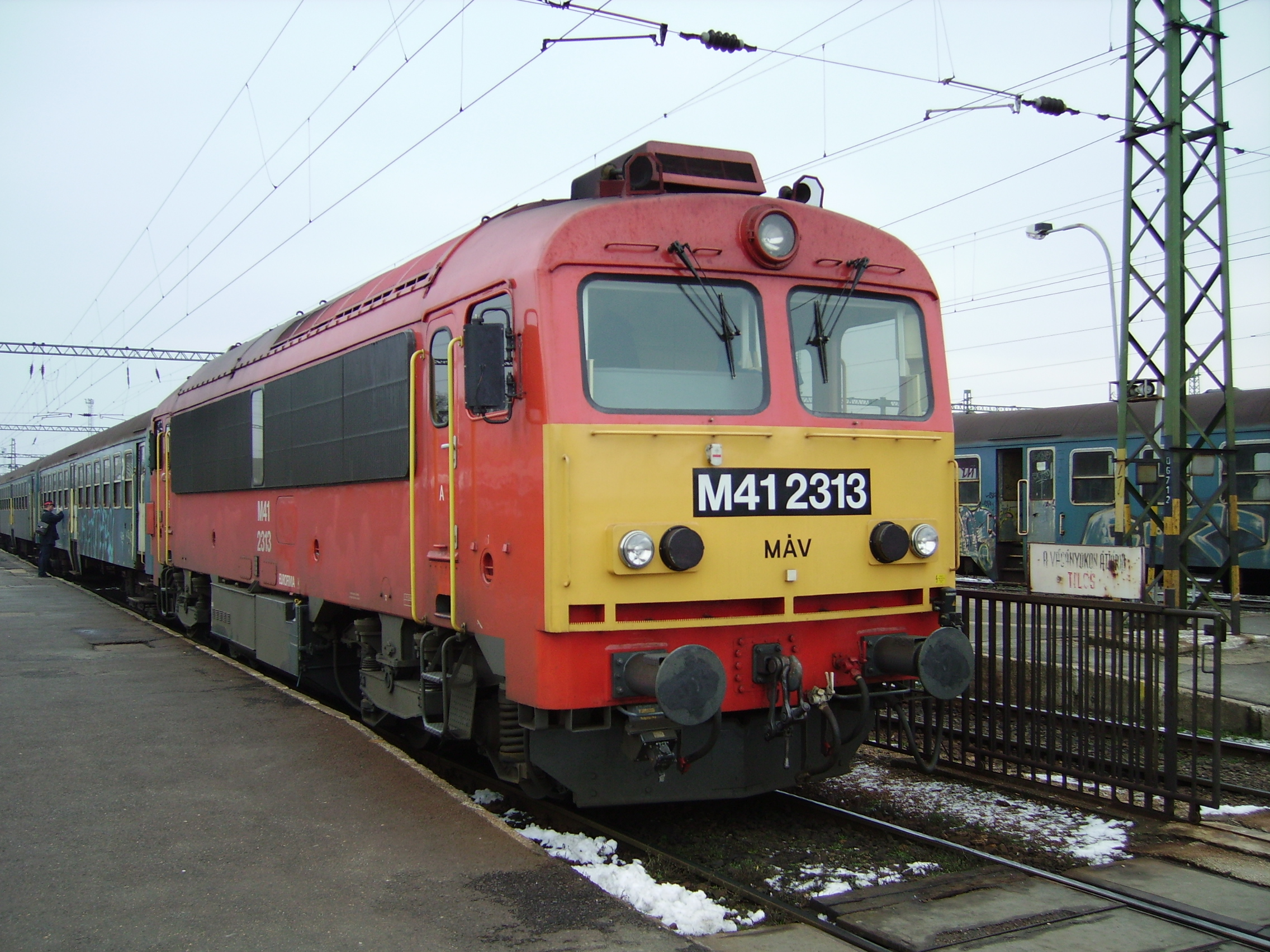
A MÁV M41,23 sorozatú, GANZ-MÁVAG gyártmányú dízel-hidraulikus erőátvitelű univerzális mozdonya, becenevén Csörgő egy remotorizált (motorcserélt, felújított) változata.

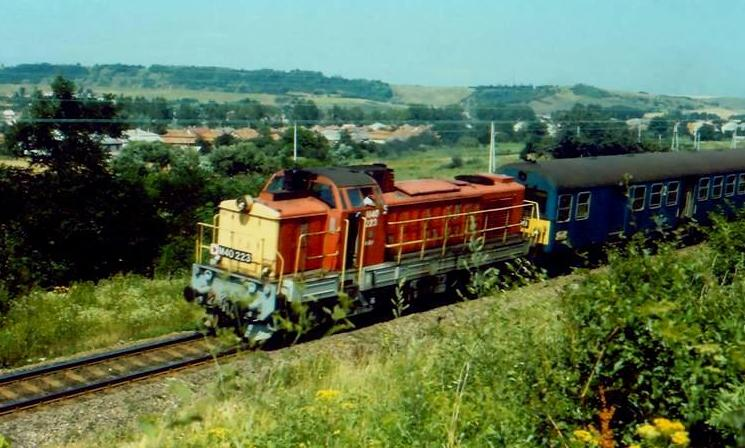
M40-es sorozatszámú mozdony a vonalon Pásztónál

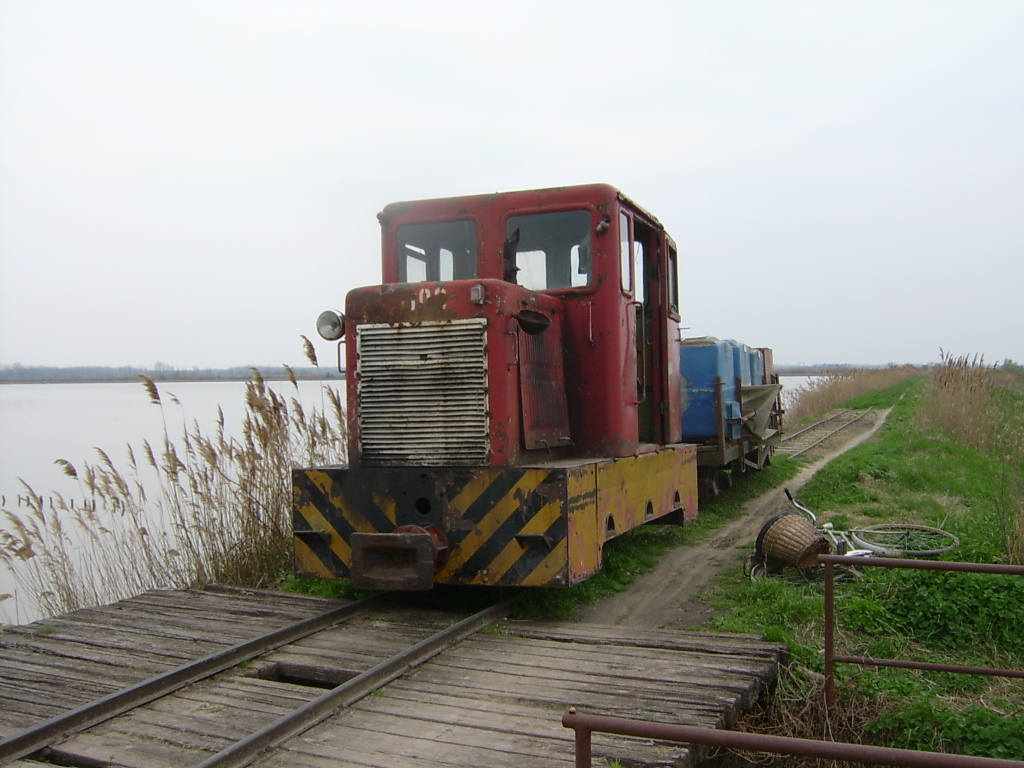
C–50 típusú kisvasúti dízelmozdony a Tömörkényi Halgazdasági Vasúton

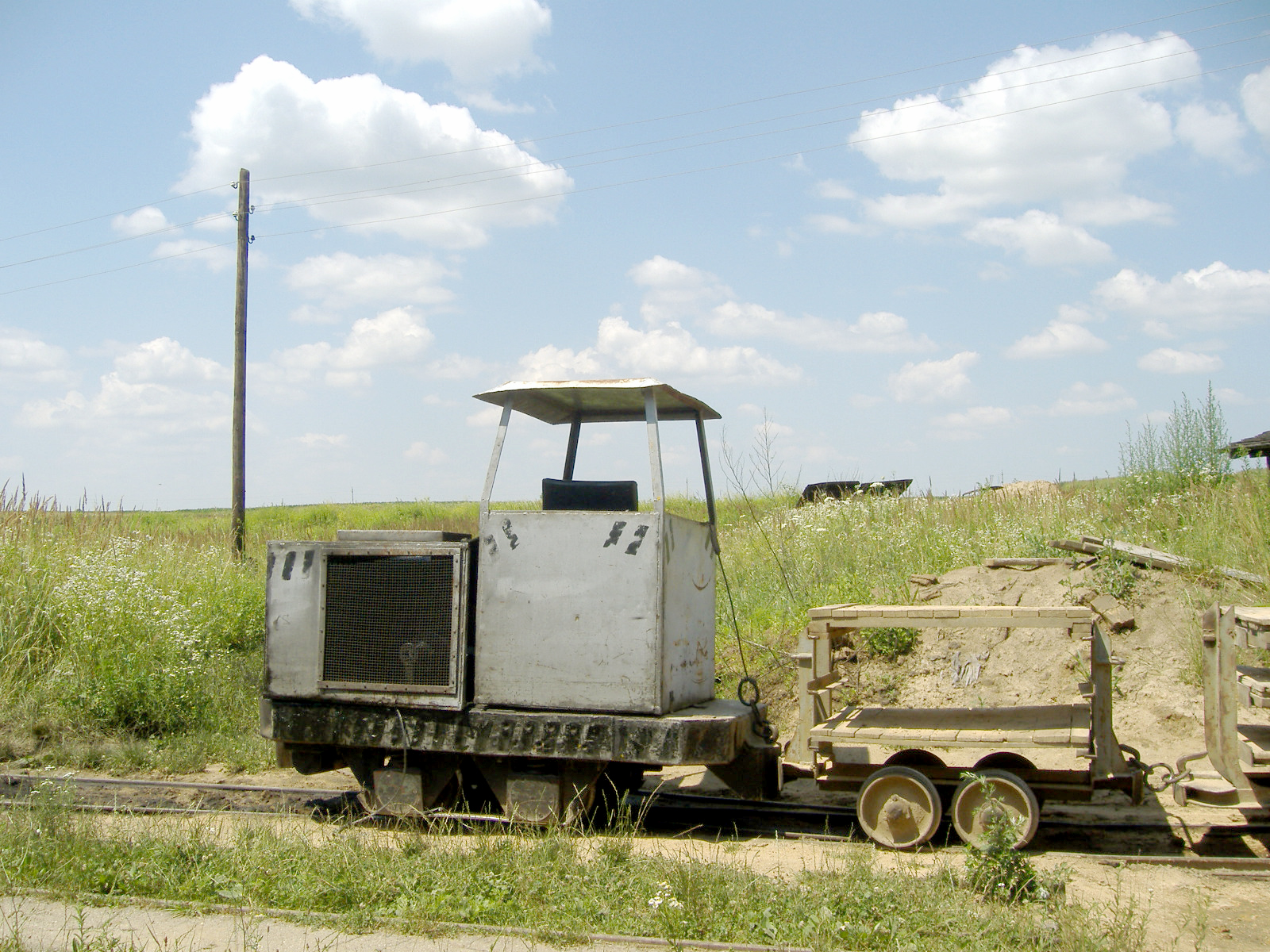
SD–9 típusú kisvasúti dízelmozdony a mázai téglagyárban

A dízelmozdony olyan mozdony, amelynek a mozgáshoz szükséges energiát egy belső égésű erőgép adja. A dízelmozdonyok erőgépe (a hajtómotor) belső égésű hőerőgép; általában négyütemű, ritkábban kétütemű dízelmotor. A dízelmotor sajátossága, hogy terhelhetősége és leadott teljesítménye fordulatszámfüggő, alacsony fordulaton nem terhelhető, ezért járműhajtásra közvetlenül nem használható fel. Ennek kiküszöbölésére a hajtómotor és a hajtott tengelyek közé külön gépezeti egység, az úgynevezett „erőátvitel” beépítése szükséges. Az erőátvitel rendszerének kiválasztása általában a jármű feladatának megfelelően történik. Dízelmozdonyoknál jellemzően háromféle erőátviteli rendszert alkalmaznak.

## Csoportosítás erőátvitel szerint

### Dízel-mechanikus erőátvitel
Mechanikus erőátvitelű járműveknél a hajtómotor és a hajtott tengelyek közé egy – több fokozatban változtatható áttételű – fogaskerék-hajtóművet építenek. A szerkezeti megoldás alapelve megegyezik a közúti járműveknél alkalmazott mechanikus sebességváltóéval. Általában kis teljesítményű mozdonyokon és motorkocsikon alkalmazzák. Hátránya a nehézkes indíthatóság, illetve hogy a motor névleges teljesítménye csak néhány (a sebességfokozatok számával egyenlő számú) sebességen használható ki. 230 kW motorikus teljesítményig használható.

### Dízel-hidraulikus erőátvitel
Hidrodinamikus erőátvitelű járműveknél az energiaátvitel áramló folyadék útján történik. A hajtómotorral forgatott szivattyú által felgyorsított folyadék mozgási energiája egy turbinának adódik át, melynek tengelyéről vehető le a hajtott tengelyek meghajtásához szükséges forgatónyomaték. A kihajtás sebességének, illetve a hajtónyomatéknak a szabályozása a nyomatékmódosítónak nevezett erőátviteli gépcsoport olajtöltésének szabályozásával történik. A tisztán hidraulikus erőátvitel hátránya, hogy – bár a motor névleges teljesítménye a teljes sebességtartományon kihasználható – a nyomatékmódosító hatásfoka csak egy sebességértéken optimális. Az optimumtól bármely irányban eltérve az átviteli hatásfok jelentősen romlik. A hidrodinamikus erőátvitel e hátrányának kiküszöbölésére általában több nyomatékmódosítót építenek a mozdonyba (indítómódosító, menetmódosító).
A mechanikus és a hidrodinamikus erőátvitel hátrányainak csökkentését szolgálja a hidromechanikus erőátvitel, ami egy nyomatékmódosítóból és egy többfokozatú sebességváltóból áll. A nyomatékmódosító indításkor és alacsony sebességeken működik. Magasabb sebességfokozatokon a mechanikus erőátvitelre jellemző többfokozatú fogaskerékhajtómű továbbítja a hajtónyomatékot. (A megoldás elve a közúti járművek automata sebességváltójához hasonló.)

### Dízel-villamos erőátvitel
Villamos erőátvitelű járműveknél a hajtómotor egy villamos áramfejlesztőt (generátort) forgat. A generátor által termelt áram hajtja a mozdony hajtott tengelyeit meghajtó vontatómotorokat. A villamos erőátvitelnél a mozdony sebessége és vonóereje rugalmasan, tág határok között, jó hatásfokkal szabályozható. A villamos erőátvitel hátránya a nagy méretű és nagy tömegű főgépcsoport, illetve a jelentős helyigényű vontatómotorok. Ezek miatt a villamos erőátvitelt csak nagyobb teljesítményű járműveken használják elsődlegesen.

## A dízelmotorosvontatójármű-állomány Európában
Európai viszonylatban a közlekedési eszközök által kibocsátott káros anyagok 1 százalékáért a vasúti vontatás a felelős. Ez az arány általánosságban elhanyagolhatónak tűnik, ugyanakkor a vasútüzem által okozott helyi légszennyezés aránya (dízelvontatásra berendezett pályaudvarok, vontatási telepek környezetében) ennél jóval magasabb is lehet.
Európában az UIC-tagvasutak dízelmozdonyaiban közelítőleg 17 000 darab és a motorkocsikban közel 14 000 darab dízelmotor üzemel, illetve a különböző, nem UIC-tag európai vasúttársaságok körülbelül 2700 mozdonyba és 2600 motorkocsiba szerelt dízelmotort üzemeltetnek. Az üzemben tartott európai vasúti vontatójárművek dízelmotorjainak életkora a járműállomány nem elhanyagolható részénél meghaladja a 35 évet (mozdonyok esetén 30, motorkocsik esetén 7%). A 2005-ben közzétett adatok szerint a dízelmozdonyokba épített motorok átlagéletkora 27 év, a motorkocsikba épített motorok átlagéletkora 16 év volt. A beépített motorok életkorával összefügg, hogy az új beszerzésű, vagy új motorral – jellemzően 1990 utáni időszakban – korszerűsített vontatójárművek károsanyag-kibocsátása jóval kedvezőbb értékeket mutat az évtizedekkel korábban üzembe állított típusokénál. A károsanyag-kibocsátást a motor kialakításán és életkorán kívül közvetlenül befolyásolja az alkalmazott üzemanyag minősége is. Az UIC-tagvasutak közel negyede már alacsony kéntartalmú (max. 10 ppm) dízelüzemanyagot használ, így a kén-dioxid- (SO2-) kibocsátása motortípustól függetlenül eredményesen csökkenthető. Az európai földrészen az UIC-tagvasutak vontatójárművei évente körülbelül másfél-kétmillió tonna dízelüzemanyagot fogyasztanak. A legnagyobb felhasználó a német (320 ezer tonna) és a francia vasút (230 ezer tonna), míg a MÁV a több mint 60 ezer tonnás gázolaj-felhasználásával a tizedik helyen áll.

## Környezetvédelem
2009 fordulópont a kibocsátási normák tekintetében, tudniillik nem helyezhetők üzembe olyan motorral ellátott berendezések, amelyek az érvényes jogszabálynak nem felelnek meg. Másrészről viszont 2009. január 1. a továbblépés szempontjából is kiemelt jelentőségű: ettől kezdődően – a felkészülés-előkészülés jegyében – nem rendelhető olyan dízelmotor, amely nem felel meg a következő, Stage IIIB szabályozási lépcsőnek.
A 2012. január 1-jétől érvényes Stage IIIB szabályozás kötelező érvényű előkészületi szakasza gyakorlatilag azonnal elkezdődött, amint az előző lépcső hatályba lépett. A kötelező kibocsátási értékeket figyelembe véve elmondhatjuk, hogy az amerikai Tier4 fokozat első fázisának (Tier4A) megfelelő szabályozás célja egyrészt a kibocsátott nitrogén-oxidok és szénhidrogének mennyiségének további csökkentése, másrészt a gázemisszión felül az utóbbi időben előtérbe került szilárd részecskék kibocsátásának határozott, több nagyságrend mértékű csökkentése.

## Magyarországon található dízelmozdonyok

### Normálnyomtávúmozdonyok
- LM Breuer lokomotor
- M28 „Mazsola”
- M31 „Zetor”
- M32 „Gokart”
- M38 „Vakond”
- M40 „Púpos”
- M41 „Csörgő (az eredeti kivitelűek), Hörgő (a remot példányok)”
- M42 „Szörnyella”
- M43 „Dácsia”
- M44 „Bobó”
- M46 „Kisúpos”
- M47 „ Nagy Dácsia, Remot Dácsia , Lopakodó”
- M61 „Nohab” (a 20 db-ból 6 példány maradt meg üzemképesen és egynek a mozdonyszekrénye, menetrend szerint már nem közlekednek, a 004-es B vezetőállása Tapolcán van kiállítva 2015 decembere óta
- M62 „Szergej”
- M63 „Gyík” (1 üzemképtelen példány kivételével a sorozat összes tagját szétvágták)

### Kisvasútimozdonyok
- A–26
- B–26
- BM–50
- C–50
- C 50–Z
- L–60
- MD–40
- Mk45
- Mk48
- Mk49
- MV kuli
- SD–9
- Ue-28

### Dízel motorkocsik
- ABmot
- ABnymot
- ABymot
- Aamot
- BCmot
- BCnymot
- BCymot
- Bzmot „Buzenyka”
- Camot 315–316
- MDmot „Piroska”
- MÁV 6312
- MÁV 6341 „Uzsgyi”
- MÁV 6342 „Desiro”
- MÁV Bzmot 601
- MÁV Ikarus 260 Autóbuszból építették át, később vissza is alakították autóbusszá